# Barberyn Lighthouse
Barberyn Lighthouse ist ein Leuchtturm (englisch Lighthouse) in der Westprovinz von Sri Lanka. Er steht auf der Insel Barberyn, die zum Stadtgebiet von Beruwala gehört. Aus diesem Grund ist das Leuchtfeuer national als Beruwala Lighthouse (singhalesisch බේරුවල ප්‍රදීපාගාරය) bekannt.
Der 34 m hohe Turm aus Granit wurde während der britischen Kolonialzeit errichtet. Über das Baujahr gibt es zwei unterschiedliche Angaben: 1890 und 1928.
Das Leuchtfeuer hat eine Feuerhöhe von 46 m und zeigt als Kennung einen weißen Blitz mit einer Wiederkehr von 20 Sekunden. Der Betrieb wird durch fünf Leuchtfeuerwärter gewährleistet, die in benachbarten Gebäuden auf der sonst unbewohnten Insel leben.